# Патси (фильм)
Патси (англ. The Patsy) — американская комедийная мелодрама режиссёра Кинга Видора 1928 года.

## Сюжет
Патси и её сестра Грейс любят одного и того же парня — Тома. Он больше интересуется Грейс, и не обращает на Патси никакого внимания. Выбрав удобный момент, Патси пожаловалась Тому, что парень, которого она любит, на неё не смотрит. Том обещает научить её, как «приручить» парня. Не долго думая, Патси применяет на нём же его советы.

## В ролях
- Мэрион Дэвис — Патриция Харрингтон
- Орвилл Колдуэлл — Тони Андерсон
- Мари Дресслер — Ма Харрингтон
- Лоуренс Грей — Билли Колдуэлл
- Делл Хендерсон — Па Харрингтон
- Джейн Винтон  — Грейс Харрингтон
- Уильям Х. О’Брайен — официант